# Евдокия (дъщеря на Константин VIII)
Евдокия (на гръцки: Ευδοκια) е византийска принцеса, първородна дъщеря на император Константин VIII.
Точната година на раждането ѝ не е известна, но според сведенията била първородна дъщеря на император Константин VIII и съпругата му Елена Алипина. Падала се племенница на император Василий II Българоубиец и била по-голяма сестра на византийските императрици Зоя и Теодора. Михаил Псел съобщава, че в ранна детска възраст Евдокия заболяла от заразна болест, която оставила лицето ѝ обезобразено. Поради това тя предпочела да се посвети на монашески живот и отрано постъпила в манастир.